# TRON-Projekt
TRON (The Real-time Operating System Nucleus) ist ein Echtzeitbetriebssystem, welches 1984 von Ken Sakamura an der Universität Tokio entwickelt wurde. Das TRON-Projekt stellt selbst keine Quelltexte oder Binärdateien zur Verfügung, sondern spezifiziert lediglich bestimmte Schnittstellen, die von jeder Implementierung erfüllt werden müssen, ähnlich der Spezifikation von POSIX.
Die Schnittstellenbeschreibung ist frei verfügbar.

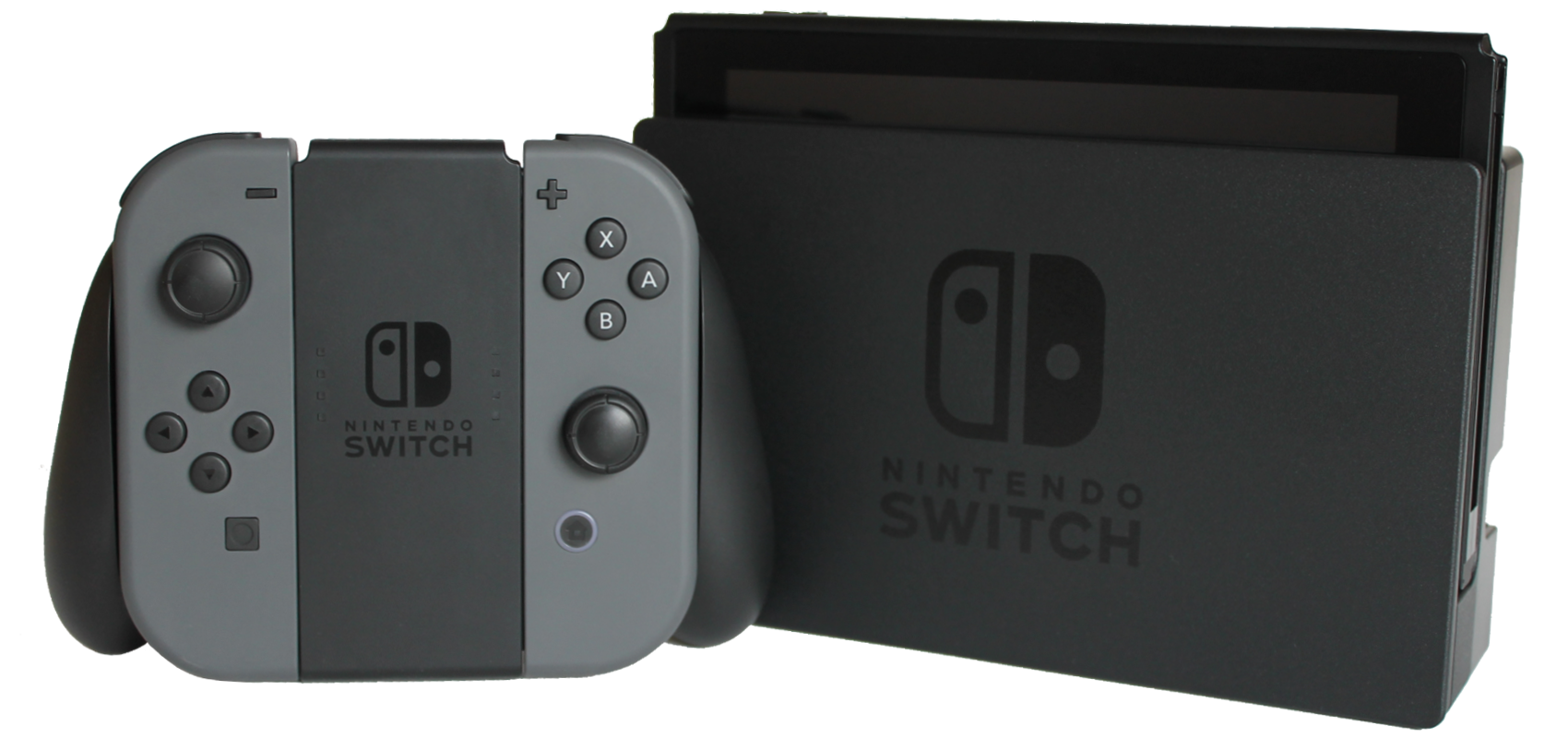
Beispiel eines TRON-Gerätes

TRON wird in vielen Embedded-Geräten verwendet.

## ITRON
ITRON (Industrial TRON) ist Teil des TRON-Projekts. Es handelt sich dabei um ein Echtzeitbetriebssystem für Unterhaltungselektronikprodukte, das vor allem von Herstellern aus Asien für Mobiltelefone eingesetzt wird. Nach Angaben der Zeitschrift Linux News war es im Jahr 2003 das am häufigsten installierte Betriebssystem.
ITRON basiert auf der Hardwarespezifikation T-Engine.

## µITRON
Die Spezifikation µITRON Version 2.0 wurde 1989 veröffentlicht. Eines ihrer Merkmale ist die eingeschränkte Funktionalität des Betriebssystemkerns, um den unteren Bereich von 8 und 16-Bit Mikroprozessoren bedienen zu können. Mit der Version 3.0 wurde die Spezifikation aber für 32-Bit Systeme erweitert. Die aktuelle Spezifikation in Version 4.03 wurde am 11. August 2010 veröffentlicht.